# Bandknoop
Een bandknoop is een knoop om van een platte band een gesloten lus te maken.
De bandknoop wordt voornamelijk bij de klimsport gebruikt om van een platte bandslinge een gesloten grote lus te maken.
Vandaag de dag wordt de voorkeur gegeven aan een gestikte bandknoop.